# 銀河モデル
銀河モデル（ぎんがモデル）は、東京都武蔵村山市にある、鉄道模型を製造販売する個人ブランドである。

## 概要
HOゲージのキット、Nゲージのディテールアップパーツ、完成品、キットなど国鉄車両から私鉄まで幅広く取り扱っている。真鍮やホワイトメタルのエッチング、挽物による製品が主である。
動力装置は、TOMIXのものを転用しているものもある。また、編成物も製品化をする傾向がある。
所在地
〒208-0013　東京都武蔵村山市大南4-21-1-7-106